# Odd Tandberg
Odd Tandberg, född 16 april 1924 i Ås i Akershus, död 14 februari 2017, var en norsk målare, grafiker och skulptör.

## Biografi
Odd Tandberg var son till Arthur Tandberg och Regine Christensen och växte upp i Oslo. Han utbildade sig ett halvår på Bjarne Engebrets malerskole 1942 och därefter på Statens håndverks- og kunstindustriskole 1942-1945 samt på Statens kunstakademi för Axel Revold och Per Krohg 1945–1946. Separat ställde han ut i Oslo 1949 och 1962 samt på Du ungas salong i Stockholm 1959 och Borås konstmuseum 1965. Han medverkade i en lång rad representativa utställningar av norsk konst i Norge och utomlands.
Tillsammans med andra elever på konstakademien skrev han 1947 ett protestbrev, som senare kommit att betraktas som ett modernistiskt manifest: 
| ”                             | Så sant kunst er liv, individets liv, er det vår oppgave å gjennomleve og tilbakelegge vår egen tid, i pakt med det gryende, det spirende, det som kommer, uten tanke på om det blir godtatt og hva som lønner seg | „ |
| – Odd Tandberg med flera 1947 | |   |

Tandberg räknades som en av Norges intressantaste konkretist arbetande konstnärer. Bland hans offentliga arbeten märks fyra väggar i naturbetong för regeringsbyggnaden i Oslo, väggreliefer för Stavanger Sparekasse och utsmyckningar för Oslo tunnelbana, i Sverige har han utfört en friskulptur i bostadsområdet Norrby i Borås samt en fondväggsrelief för Borås tingshus. 
Han gifte sig 1947 med bildkonstnären  Elen "Numme" Grøn-Hansen (1921-2010). 

## Offentliga verk i urval

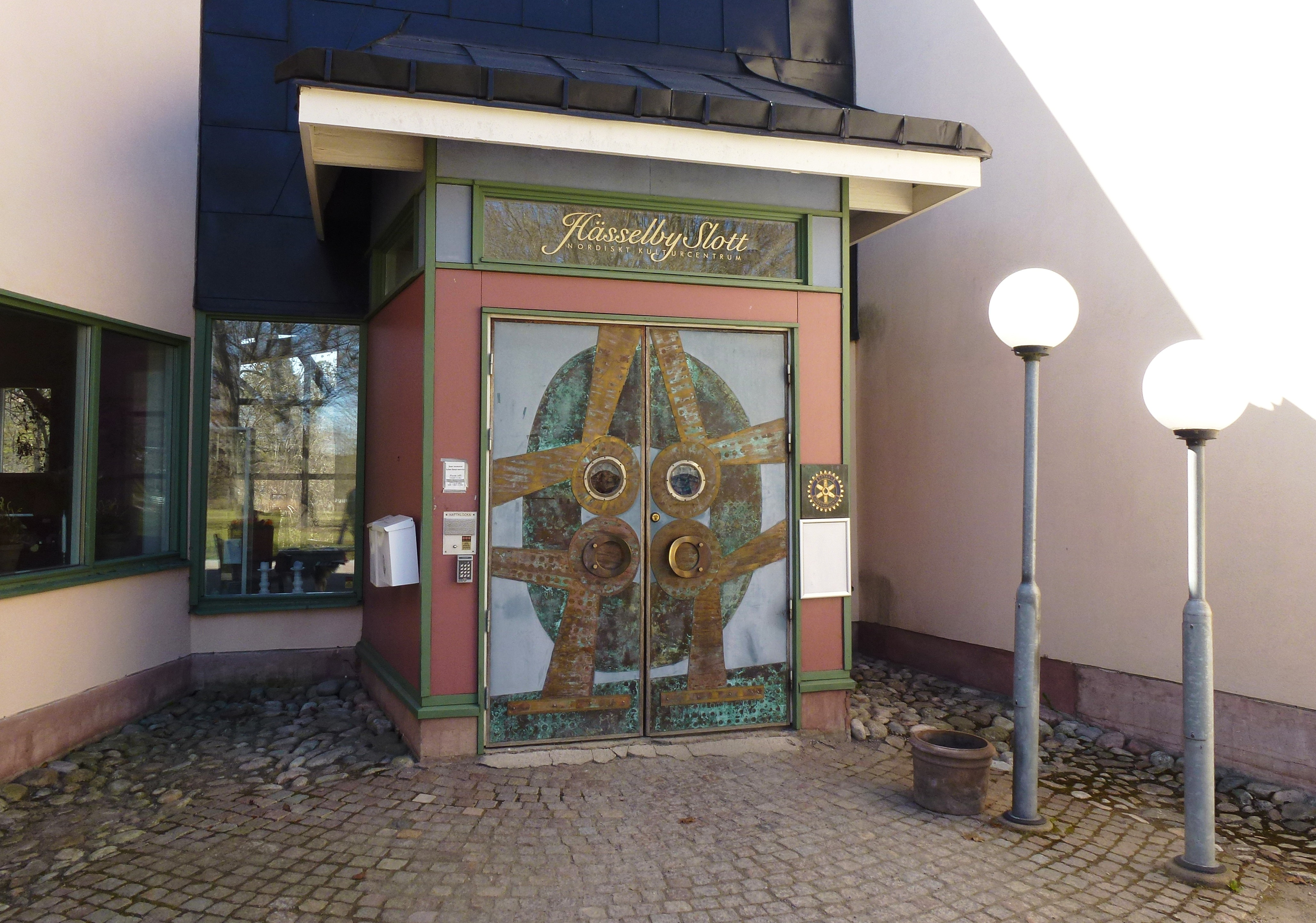
Entrédörr till annexet vid Hässelby slott, utformad av Odd Tandberg 1985.

- Fyra dekorationer i trapphallsvägg i sandblästrad betong i betograveteknik, 1957-58, regeringsbyggnaden, Akersgata 42 i Oslo (tillsammans med Tore Haaland, Carl Nesjar och Inger Sitter
- Treklang, 1965, Norrby torg i Borås
- Stenmosaik, 1964, Lillehammer Kino
- Betongrelief, 1962-65, Jernbanetorget T-banestasjon, 1965
- Två fristående murar i stenmosaik, samt ljusgård i stenmosaik och vatten, 1959–88, Norsk Hydros kontorshus på Bygdøy allé 2 i Oslo
- skulptur i aluminium, 1969, Raufoss Ammunisjonsfabrikker
- Rislefontene,  sandblåst naturbetong, 1972, Universitetet i Bergen
- Relieff och krusifix, naturbetong och smidesjärn, 1972, Vårfrukyrkan, Kortedala församling i Göteborg
- Betongrelieff, 1973, Borås kulturhus
- Betongrelief, 1980, Fagernes rådhus
- Skulptur, koppar och stål, 1984, Ås rådhus
- port, mässing och rostfritt stål, 1986, Hässelby slott, Stockholm
- En stor glasmålning, 1997, i nya Rikshospitalet i Oslo (tillsammans med hustrun Numme Grøn-Hansen